# Begonia vaccinioides
Begonia vaccinioides là một loài thực vật có hoa trong họ Thu hải đường. Loài này được Sands mô tả khoa học đầu tiên năm 2001.